# Sakar
Sakar (bulgarisch Сакар) ist ein kleines Gebirge im Südosten Bulgariens (Thrakien). Diese kuppelförmige Erhebung hat als höchsten Punkt den Gipfel Wischegrad (856 m). Sakar liegt zwischen den Flüssen Mariza, Tundscha, Sokolniza und Saslijka. Der niedrigste Punkt am Fuße des Gebirges ist nur 45 m hoch. Durch das Sakar-Gebirge verläuft die Landstraße von Topolowgrad nach Swilengrad.
Das Gebirge ist seit dem Altertum besiedelt. Die Region hat in Bulgarien den größten Bestand an Greifvögeln, die vom Aussterben betroffen sind.
Das Kloster Sweti Troiza ist ein Kulturdenkmal in dieser Region. Das wichtigste administrative Zentrum der Region ist Topolowgrad. Bis in die 1990er Jahre war die Region sehr abgeschieden und wirtschaftlich unterentwickelt.
Das Gebirge ist seit 2005 Namensgeber für den Sakar Peak, einen Berg auf der Livingston-Insel in der Antarktis.